# 플루오린화 칼슘
플루오린화 칼슘(Calcium fluoride) 또는 불화 칼슘은 원소 칼슘과 플루오린의 무기 화합물로, 화학식인 CaF2이다. 백색의 불용성 고체이다. 광물 형석으로서 발생하며 종종 불순물 때문에 깊은 색을 보이는 경우가 있다.

## 준비
CaCO3 + 2 HF → CaF2 + CO2 + H2O

## 같이 보기
- 포토리소그래피